# Nguyễn Hữu Tiếp
Nguyễn Hữu Tiếp (sinh ngày 18 tháng 6 năm 1958) là một Thiếu tướng Công an nhân dân Việt Nam, ông hiện đang là Phó Chánh Thanh tra Bộ Công an, chuyên ngành bảo vệ bí mật nhà nước.
Quê quán xã Nam Hải huyện Tiền Hải tỉnh Thái Binh.